# Рюффек (Шаранта)
Рюффе́к (фр. Ruffec) — коммуна во Франции, находится в регионе Пуату — Шаранта. Департамент — Шаранта. Главный город кантона Рюффек. Округ коммуны — Конфолан.
Код INSEE коммуны — 16292.
Коммуна расположена приблизительно в 360 км к юго-западу от Парижа, в 65 км южнее Пуатье, в 45 км к северу от Ангулема.

## Население
Население коммуны на 2008 год составляло 3575 человек.
| 1962 | 1968 | 1975 | 1982 | 1990 | 1999 | 2008 |
| ---- | ---- | ---- | ---- | ---- | ---- | ---- |
| 4009 | 4157 | 4241 | 4193 | 3893 | 3627 | 3575 |

## Климат
Климат океанический. Ближайшая метеостанция находится в городе Коньяк.
| Показатель                        | Янв. | Фев. | Март | Апр. | Май  | Июнь | Июль | Авг. | Сен. | Окт. | Нояб. | Дек. | Год   |
| --------------------------------- | ---- | ---- | ---- | ---- | ---- | ---- | ---- | ---- | ---- | ---- | ----- | ---- | ----- |
| Средний суточный максимум, °C     | 8,7  | 10,5 | 13,1 | 15,9 | 19,5 | 23,1 | 26,1 | 25,4 | 23,1 | 18,5 | 12,4  | 9,2  | 17,7  |
| Средняя температура, °C           | 5,4  | 6,7  | 8,5  | 11,1 | 14,4 | 17,8 | 20,2 | 19,7 | 17,6 | 13,7 | 8,6   | 5,9  | 12,5  |
| Средний суточный минимум, °C      | 2,0  | 2,8  | 3,8  | 6,2  | 9,4  | 12,4 | 14,4 | 14,0 | 12,1 | 8,9  | 4,7   | 2,6  | 7,8   |
| Норма осадков, мм                 | 80,4 | 67,3 | 65,9 | 68,3 | 71,6 | 46,6 | 45,1 | 50,2 | 59,2 | 68,6 | 79,8  | 80,0 | 783,6 |
| Источник: Relevé météo des Cognac |      |      |      |      |      |      |      |      |      |      |       |      |       |

## Администрация
| Период | Период | Фамилия         | Партия                                                      | Примечания                        |
| ------ | ------ | --------------- | ----------------------------------------------------------- | --------------------------------- |
| 1971   | 1989   | Мишель Аллонкль | Союз в защиту Республики Объединение в поддержку республики | сенатор, член генерального совета |
| 1989   | 2014   | Бернар Шарбонно | Разные левые                                                | член генерального совета          |

## Экономика
В 2007 году среди 2019 человек в трудоспособном возрасте (15—64 лет) 1372 были экономически активными, 647 — неактивными (показатель активности — 68,0 %, в 1999 году было 66,8 %). Из 1372 активных работали 1166 человек (606 мужчин и 560 женщин), безработных было 206 (84 мужчины и 122 женщины). Среди 647 неактивных 207 человек были учениками или студентами, 219 — пенсионерами, 221 были неактивными по другим причинам.

## Достопримечательности
- Приходская церковь Сент-Андре (XII век). Исторический памятник с 1903 года[4]
  - Бронзовый колокол (1532 год). На колоколе выгравирована надпись L’AN MIL VC XXXII FUT+FAICTE+POUR+DIEU+IHS MA+JE CUIS+DE+RUFFEC+LE+PATRON+… ANDRE+… DE+…. DEO+SANCTO+DEÇUS+ET+LIBERTAS P…+A+DU+BOUYS+…+N+B+MA FCT+J+CALLUAU+M+L+CARMAIGNAC+…. Исторический памятник с 1943 года[5]
- Руины церкви Сен-Блез (XII век). Исторический памятник с 1973 года[6]
- Церковь Сен-Сюльпис (XI век). Исторический памятник с 1950 года[7]

## Города-побратимы
- Пасто (Венгрия)
- Вальдзее (Германия)

## Фотогалерея

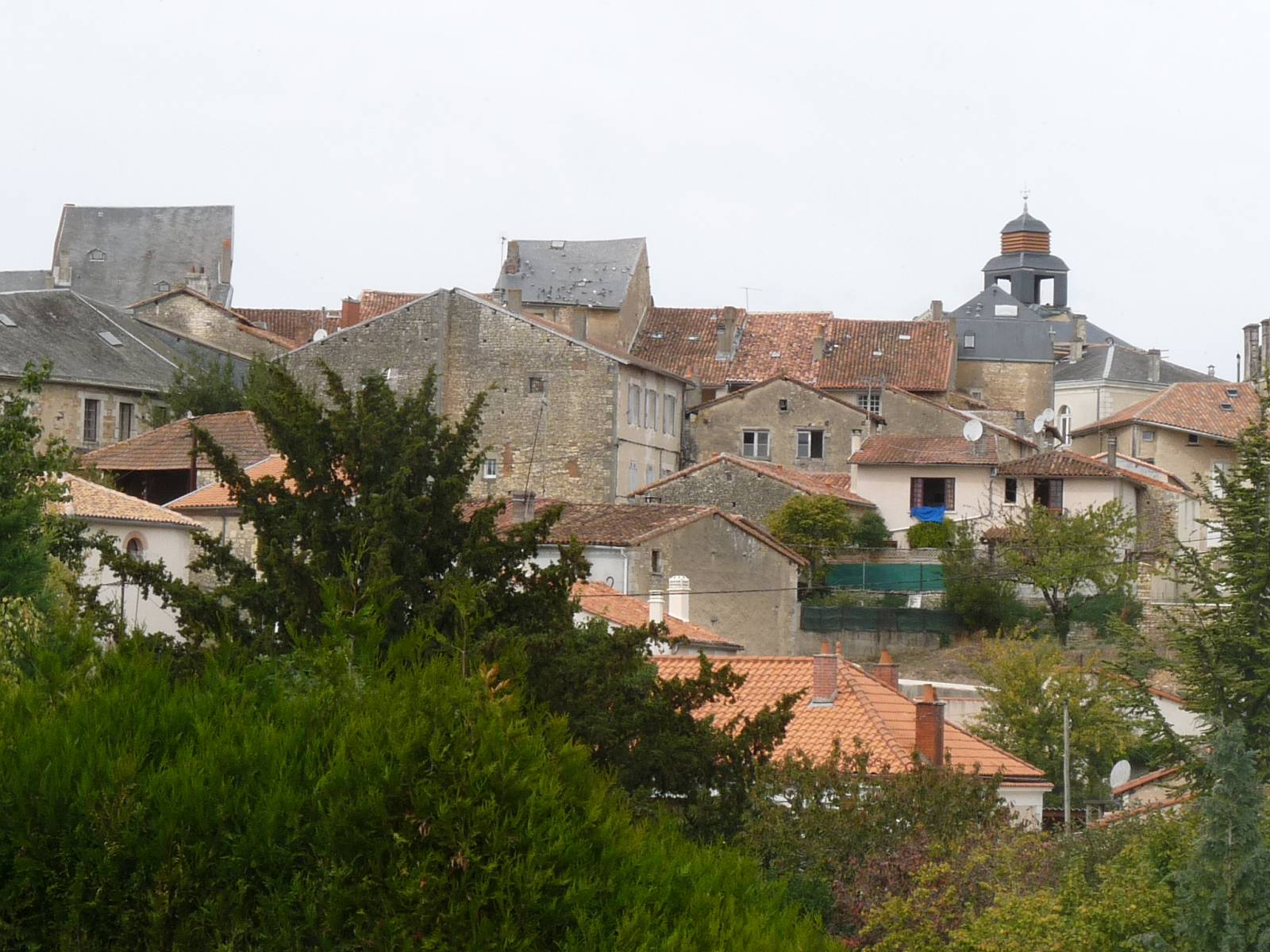
Рюффек
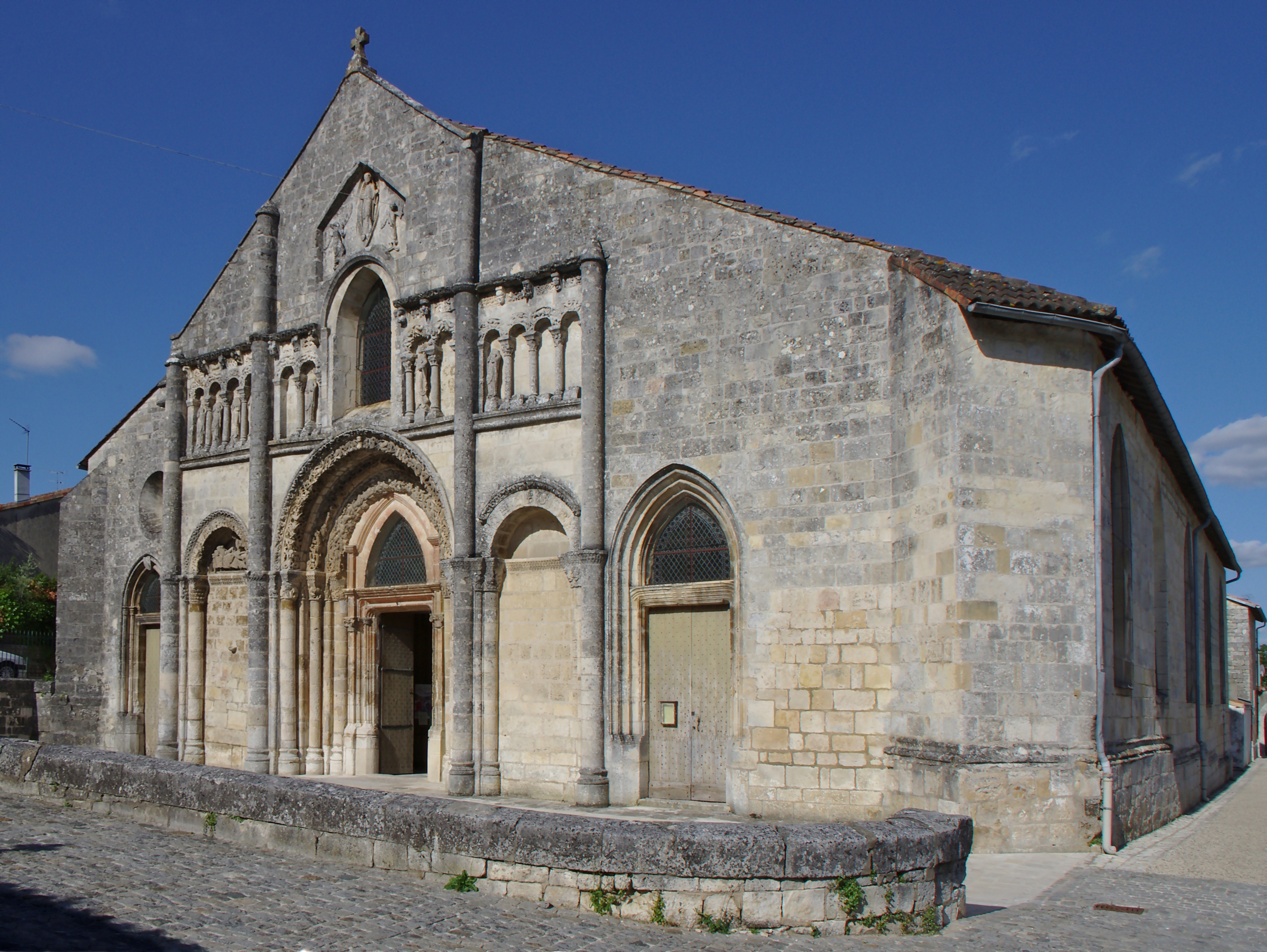
Церковь Сент-Андре
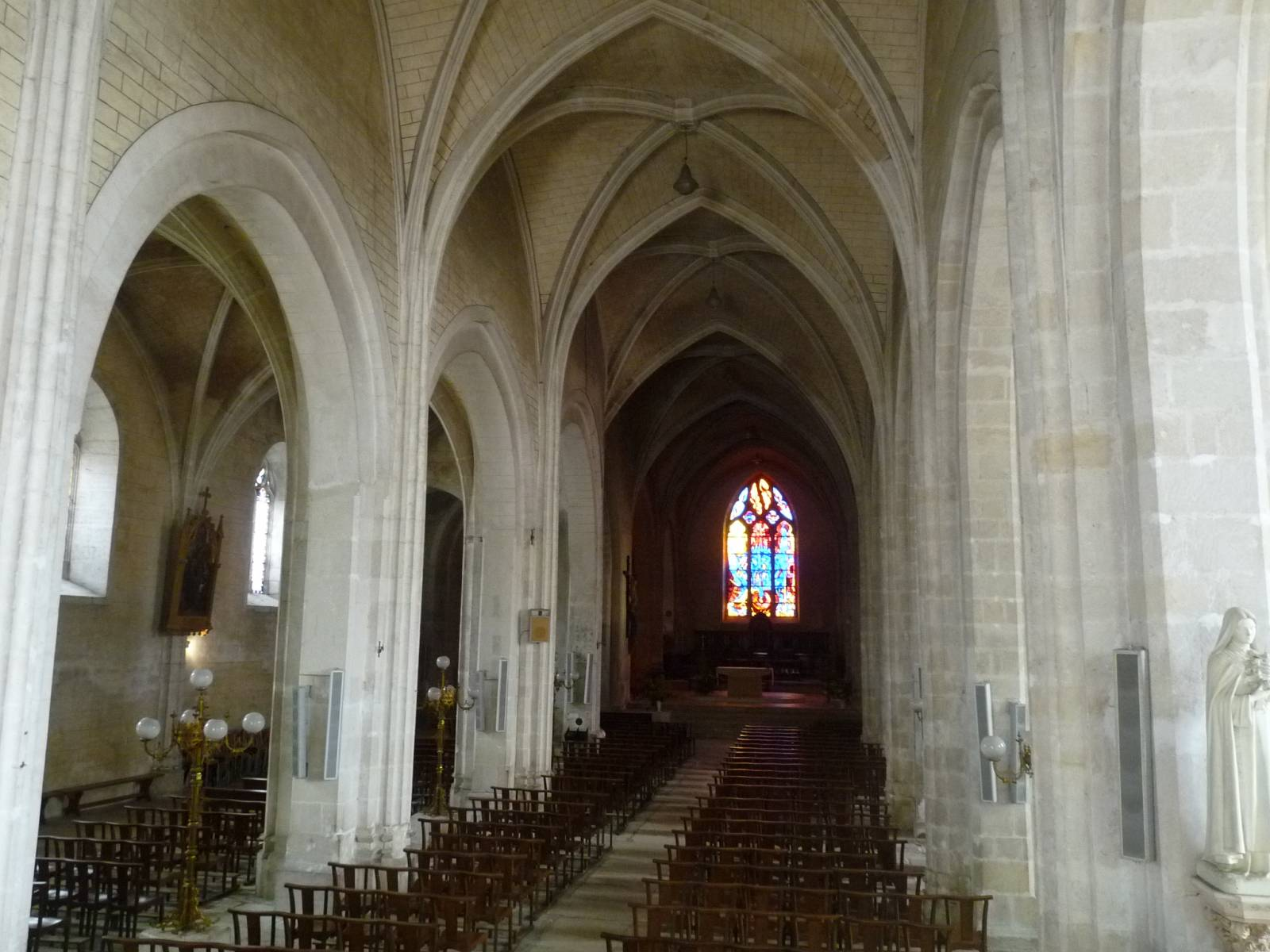
Интерьер церкви Сент-Андре
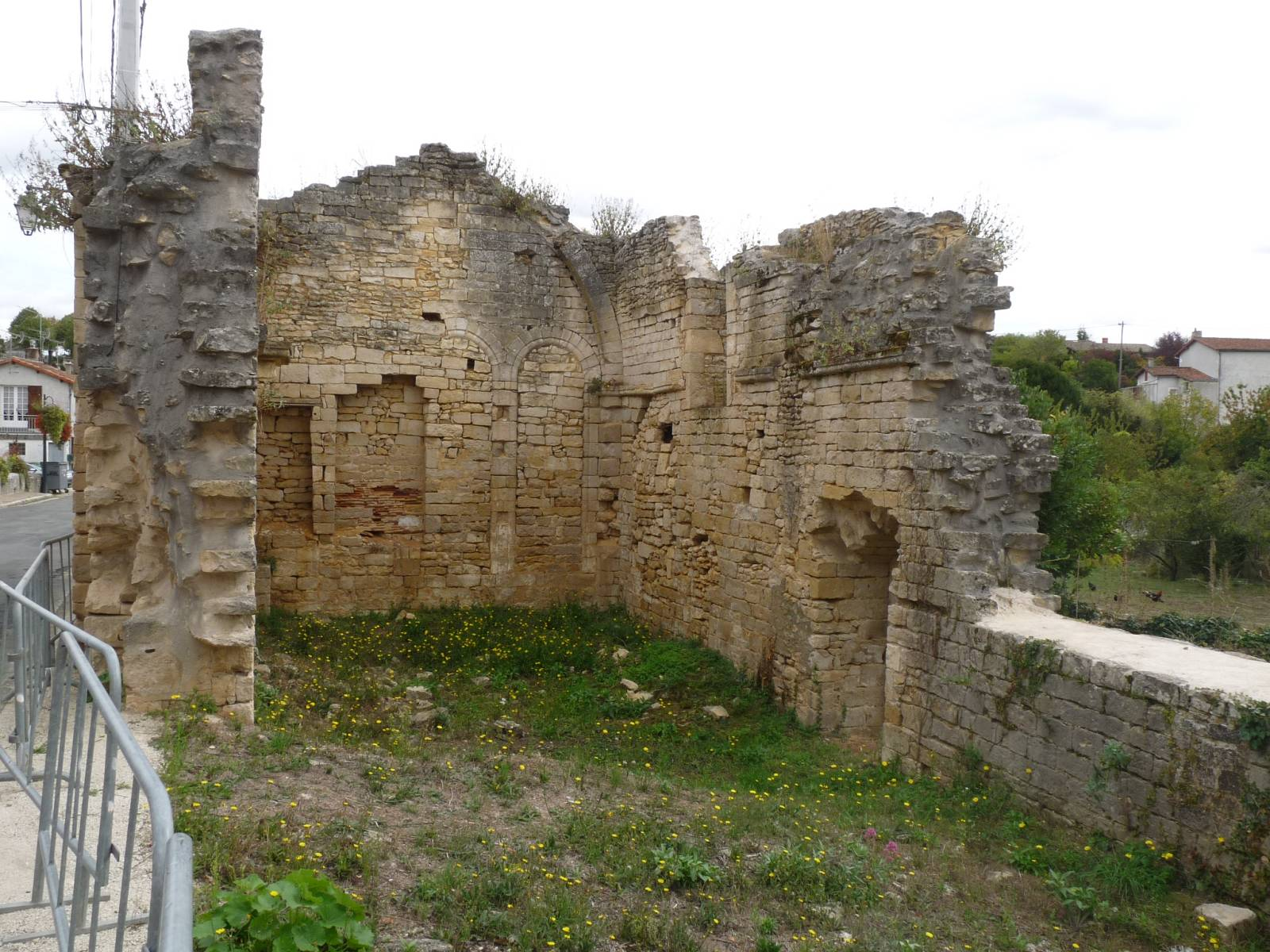
Руины церкви Сен-Блез
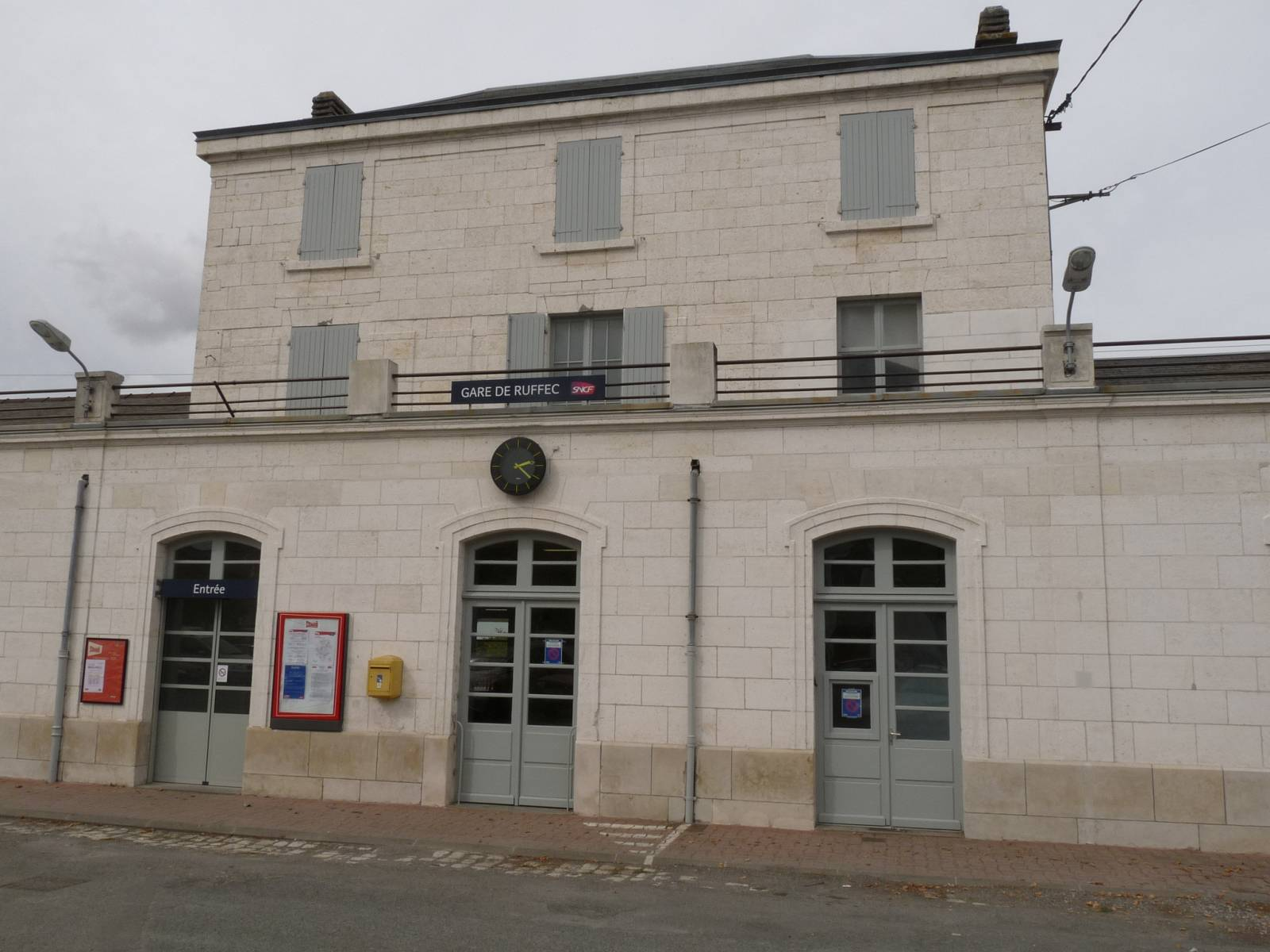
Вокзал